# 칼라샤어
칼라샤어(Kalasha)는 파키스탄 카이베르 파크툰크와 주 치트랄구에 거주하는 칼라쉬인들이 사용하는 인도아리아계 언어로, 약 5천 명의 화자가 있는 것으로 추산된다. 인근의 다수 언어인 코와르어로의 언어 전환이 일어나고 있어 현재 소멸 위기 언어이다.
똑같이 "칼라샤어"로도 불리는 인근 누리스탄 지역의 누리스탄어군의 와이갈어와 구분되어야 한다. "칼라샤"는 칼라샤인들뿐 아니라 칼라샤 계곡 지대 남서부의 아프가니스탄령 와이갈(Waygal)과 페치(Pech)의 누리스탄인 일파에게도 쓰이는 민족명이다.

## 분류
파키스탄의 인도아리아 언어 중 인근의 코와르어와 함께 가장 보수적인 언어로서 다르드어군으로 분류된다.